# Memòries de Queens
Memòries de Queens (originalment en anglès, A Guide to Recognizing Your Saints) és una pel·lícula dramàtica estatunidenca de 2006 basada en unes memòries del 2001 de l'autor, director i músic Dito Montiel, que descriu la seva joventut al barri novaiorquès d'Astoria, a Queens, durant la dècada de 1980. Montiel va escriure i dirigir l'adaptació cinematogràfica, que es va estrenar als Estats Units el setembre i octubre de 2006 i a Europa el març de 2007. La pel·lícula és protagonitzada per Robert Downey Jr. com a Montiel i Shia LaBeouf com un Montiel més jove. S'ha doblat al català.
La narrativa de la pel·lícula salta amb freqüència entre el 2005 i els salts enrere del 1986 (rodats en gran part amb una càmera inestable amb plans curts) amb personatges que de tant en tant es dirigeixen a l'espectador.

## Repartiment
- Robert Downey Jr. com a Dito Montiel
  - Shia LaBeouf com a Dito de jove
- Rosario Dawson com a Laurie
  - Melonie Diaz com a Laurie de jove
- Eric Roberts com a Antonio
  - Channing Tatum com a Antonio de jove
- Chazz Palminteri com a Monty Montiel
- Dianne Wiest com a Flori Montiel
- Scott Campbell com a Nerf
  - Peter Tambakis com a Nerf de jove
- Federico Castelluccio com a pare de l'Antonio i d'en Giuseppe
- Adam Scarimbolo com a Giuseppe
- Martin Compston com a Mike O'Shea
- Anthony DeSando com a Frank
- Eleonore Hendricks com a Jenny
- Michael Rivera com a Reaper